# Lex Valeria-Cornelia
La lex Valeria-Cornelia del 5 d.C. fu una legge di riforma del sistema elettorale romano decisa durante il principato da Ottaviano Augusto.
Essa istituì un sistema di centurie miste col compito di votare la destinatio (per questo dette "destinatrici") di consoli e pretori, che sarebbe stata poi validata dai comizi centuriati tradizionali.

## Contenuti
La riforma consistette nella modifica della procedura di elezione di consoli e pretori, attraverso 10 nuove centurie senatorio-equestri (che vennero intitolate a Gaio e Lucio Cesare). Previde così il passaggio dell'elezione di consoli e pretori dai comizi (che vi apponevano solo una ratifica pro forma) al ceto senatorio-equestre.
Le centurie si costituivano mediante sorteggio da parte delle tribù. Solo i candidati presentati da queste ultime potevano essere votati.
Il voto espresso dalle nuove centurie "destinatrici" veniva calcolato ai fini del computo della maggioranza, in modo che se ne rendeva più rilevante il ruolo.
Il conferimento di tali prerogative a queste centurie fu il risultato delle pressioni dei nuovi ordini aristocratici voluti da Augusto. La lex Valeria Cornelia fu infatti frutto di un confronto tra la nobiltà e il principe, risoltosi a favore della prima, con cui senatori e cavalieri ottennero la possibilità di eleggere i magistrati, prerogativa sempre spettante in età repubblicana alle assemblee di cittadini.
Con Tiberio, dopo che le centurie passarono nel 19 d.C. a 15 (con altre 5 che erano state aggiunte da un senatusconsultum ed intitolate a Germanico), la destinatio, anche per le magistrature minori passò al solo Senato.